# Egosoft
Egosoft — немецкая компания по разработке компьютерных видеоигр, основанная в 1988 году, базирующаяся в городе Вюрзелен, Германия. Изначально делали игры под платформу Amiga, а позже перешли на игры для PC-совместимых компьютеров.
Egosoft известна благодаря собственной серии космических симуляторов во Вселенной X, особенностью которых является открытая вселенная-«песочница», развитая экономическая модель и длительная сюжетная линия. Первая игра серии вышла в 1999 году, а по состоянию на январь 2013 года насчитывает 6 компьютерных игр: два сиквела и два полномасштабных дополнения. Последнее дополнение X³: Albion Prelude вышло в 2011 году. 15 ноября 2013 года компания перезапустила серию, выпустив новую игру X Rebirth.

## Продукция компании

### Amiga
- Hotel Detective (1988), издатель Euroline software;
- Fatal Heritage (1990), издатели FunSoft и Softgold;
- Ugh! (1992), издатели Playbyte и Bluebyte;
- Flies Attack on Earth (1993) (вышла и под Amiga, и под PC (MS-DOS)).

### Персональные компьютеры
- Imperium Romanum (1996);
- Игры во Вселенной X:
  - X: Beyond the Frontier (1999), Windows;
    - X: Tension (2000), Windows — дополнение к X: Beyond the Frontier;

  - X²: The Threat (2003), Windows и Linux (2006);
  - X³: Reunion (2005), Windows, macOS и Linux (2008);
    - X³: Terran Conflict (2008); Windows, Linux, macOS
    - X³: Albion Prelude (2011); Windows, Linux, macOS

  - X Rebirth (2013), Windows, Linux, macOS
  - X Rebirth: The Teladi Outpost (2014), Windows, Linux, macOS
  - X Rebirth: Home of Light (2016), Windows, Linux, macOS
  - X Rebirth: VR Edition (2017), Windows, Linux, macOS
  - X4: Foundations (2018)[1], Windows, Linux
  - X4: Split Vendetta (2020)[2], Windows, Linux
  - X3: Farnham's Legacy (2021)[3], Windows, Linux
  - X4: Cradle of Humanity (2021), Windows, Linux
  - X4: Tides of Avarice (2022), Windows, Linux
  - X4: Kingdom End (2023), Windows, Linux
  - X4: Timelines (2024), Windows, Linux

Версии под Linux и macOS разрабатывались силами сторонних компаний: Linux Game Publishing и Virtual Programming. Ltd.

## Планы компании на будущее
В 2000 году Egosoft обнародовала планы по созданию онлайн-игры во Вселенной X под кодовым названием Online Universe (или X Online). Этот проект был призвал «стать следующим шагом в эволюции Вселенной Х от Egosoft». Однако с тех пор компания выпустила несколько игр в серии X, но о прогрессе в разработке онлайн-проекта известий не поступало. В 2003 году Egosoft сообщила, что они работают над проектом «X2OL», который директор Egosoft назвал «нашей долгосрочной целью». Несмотря на то, что никакой официальной информации об онлайн-игре нет, ходили слухи, что поддержка онлайн могла появиться в играх X² и X³.
В конце 2009 года представитель Egosoft рассказал, что дополнение Terran Conflict станет последней части в сюжетной линии, начатой в X: Beyond The Frontier в 1999 году. Многие восприняли это как объявлении об окончании франшизы, однако в марте 2011 года на форуме Вселенной Х разработчики написали, что на выставке FedCon, которая должна была начаться 28 апреля 2011 года в Дюссельдорфе, компания Egosoft анонсирует новый проект во Вселенной Х, перезапускающий серию, назвав его TNBT («The Next Big Thing», «Следующая Большая Вещь»). Однако уже 20 апреля был выпущен трейлер, официально анонсирующий новую компьютерную игру X Rebirth, которую должны были выпустить уже в 4 квартале 2011 года. Сюжет X Rebirth развивается в той же вселенной, в которой произошла глобальная катастрофа, приведшая к отключению звездных врат. Таким образом, сюжет новой игры отделен от предыдущих игр и открывает новую главу в истории Вселенной X. 15 декабря 2011 вышло дополнение X³: Albion Prelude к X³: Terran Conflict, в котором появились новые корабли, сектора и сюжетная линия, началось строительство магистралей, которые должны появиться в X Rebirth.